# Trullars (Calders)
Trullàs és una masia del terme de Calders, al Moianès situada a 595,8 metres d'altitud. Pertany a la parròquia de Sant Vicenç de Calders. Està situada a llevant i a prop del poble de Calders, en el seu sector nord-est. És a llevant del Bosc del Serra, en el lloc denominat la Soleia i al nord de la Querosa. S'hi accedeix des de l'extrem nord-est del nucli urbà de Calders, al capdamunt del carrer de Moià, per una pista en bon estat que en 700 metres mena a Trullàs.